# La Fuerza
La Fuerza  es un poder metafísico y omnipresente que hace parte del universo ficticio de Star Wars creado por George Lucas. Mencionado ya en la primera película de la serie (Star Wars: A new hope) en 1977, es parte integrante de todas las encarnaciones posteriores de Star Wars, incluido el universo expandido de cómics, novelas y videojuegos de la franquicia.
Dentro de esta franquicia, la Fuerza es un campo de energía metafísico creado por las cosas que existen que impregna el universo y todo lo que hay en él manteniéndolo unido, y la cual aprenden a usar y comprender los Jedi y los Sith para obtener su poder. Estos pueden controlar y utilizar la Fuerza con el cuerpo para lograr habilidades como la telequinesis, la clarividencia, el control mental, una amplificación de reflejos, la velocidad y otras capacidades físicas y psíquicas. La Fuerza se ha comparado con aspectos de varias religiones del mundo, y la frase May the Force be with you ("Que la Fuerza te acompañe") se ha convertido en parte de la cultura popular vernácula.

## Concepto y desarrollo

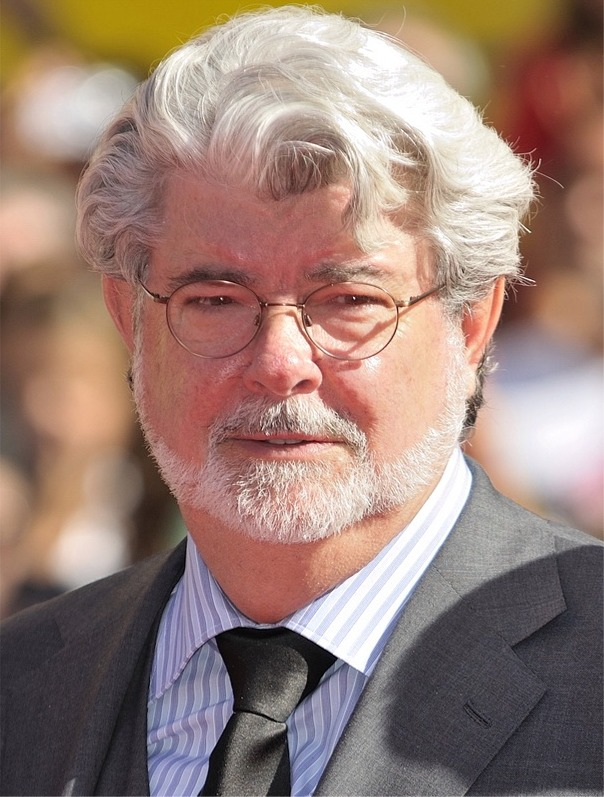
George Lucas creó el concepto de "la Fuerza" tanto para hacer avanzar la trama de Star Wars (1977) como para tratar de despertar el sentido de la espiritualidad en los jóvenes espectadores.

### Creación para las películas originales
George Lucas creó el concepto de la Fuerza para abordar el desarrollo de los personajes y la trama de Star Wars (1977). También quería "despertar un cierto tipo de espiritualidad" entre el público joven, sugiriendo una creencia en Dios sin respaldar ninguna religión específica. Desarrolló la Fuerza como un concepto religioso no confesional, "destilado de la esencia de todas las religiones", basado en la premisa de la existencia de Dios y de ideas distintas sobre el bien y el mal. Lucas dijo creer que existe una elección consciente entre el bien y el mal, y que "el mundo funciona mejor si estás en el lado bueno". En el San Francisco de los años 70, donde Lucas vivía cuando escribió los borradores que se convirtieron en Star Wars, ideas de la Nueva Era que incorporaban el concepto de qì y otras nociones de una fuerza vital mística estaban "en el aire" y eran ampliamente aceptadas.
Lucas utilizó el término la Fuerza para hacerse "eco" de su uso por parte del director de fotografía Roman Kroitor en la película collage 21-87 (1963), de Arthur Lipsett, en la que Kroitor dice: "Mucha gente siente que en la contemplación de la naturaleza y en la comunicación con otros seres vivos, se hacen conscientes de algún tipo de fuerza, o algo, detrás de esta aparente máscara que vemos frente a nosotros, y lo llaman Dios". Aunque Lucas tenía en mente la frase de Kroitor específicamente, dijo que el sentimiento subyacente es universal y que "frases similares han sido utilizadas ampliamente por muchas personas diferentes durante los últimos 13.000 años".
El primer borrador de Star Wars hace dos referencias a "la Fuerza de Otros" y no explica el concepto: El Rey Kayos pronuncia la bendición "Que la Fuerza de los Otros esté con todos vosotros", y más tarde dice "Yo también siento la Fuerza". El poder de la Fuerza de los Otros es mantenido en secreto por el Jedi Bendu de los Ashla, un "culto aristocrático" en el segundo borrador. El segundo borrador ofrece una larga explicación de la Fuerza de los Otros y presenta su lado luminoso Ashla y su lado oscuro Bogan. El Ashla y el Bogan se mencionan 10 y 31 veces, respectivamente, y la Fuerza de los Otros desempeña un papel más destacado en la historia. En este borrador, la misión de Luke Starkiller es recuperar el Cristal Kyber, que puede intensificar los poderes Ashla o Bogan. El tercer borrador de la película, más corto, no tiene referencias al Ashla, pero menciona el Bogan ocho veces y Luke sigue motivado a recuperar el Cristal Kyber.
Lucas terminó el cuarto y casi definitivo borrador el 1 de enero de 1976. Esta versión acorta "la Fuerza de los Otros" a "la Fuerza," hace una única referencia al seductor "lado oscuro" de la Fuerza, reduce la explicación de la Fuerza a 28 palabras y elimina el Cristal Kyber. El productor Gary Kurtz, que estudió religión comparada en la universidad, mantuvo largas discusiones con Lucas sobre religión y filosofía a lo largo del proceso de escritura. Kurtz le dijo a Lucas que no estaba satisfecho con los borradores en los que la Fuerza estaba conectada con el Cristal Kyber, y tampoco estaba satisfecho con los conceptos tempranos de Ashla y Bogan.
Lucas y el guionista Leigh Brackett decidieron que la Fuerza y el Emperador serían las principales preocupaciones en El Imperio contraataca (1980). La atención al Emperador se trasladó posteriormente a Return of the Jedi (1983), y el lado oscuro de la Fuerza fue tratado como el principal villano de El imperio contraataca.

## Explicación
La Fuerza es un campo de energía producido por unos microorganismos denominados "midiclorianos". Todos los seres vivos tienen midiclorianos en su organismo en mayor o menor medida. No obstante, un pequeño porcentaje de estos tienen una concentración sumamente alta. Estos seres se conocen como "sensibles a la fuerza", y pueden influir voluntariamente en la misma. La relación entre el sensible y el midicloriano es de simbiosis, por lo tanto, el midicloriano cede al sensible cierto control sobre la fuerza que le ayude potencialmente en su supervivencia. De este modo, le ofrecen las habilidades mencionadas anteriormente. Aun y así, estas habilidades no pertenecen al sensible, al contrario de lo que piensan los usuarios del lado oscuro. Si bien es cierto que los Jedi tienen una ideología  más cercana a este dato, le atribuyen a la Fuerza el rol de un "ente superior" o una divinidad. En resumen, la Fuerza es una manifestación de un estado de simbiosis entre dos especies que sucede únicamente en un pequeño porcentaje de los seres vivos de la galaxia.

## Inspiración y origen del concepto
La idea de original de los caballeros Jedi fue inspirada en la tradición japonesa de los samuráis, incorporando la filosofía budista y el concepto de "orden espiritual" de los jesuitas. No obstante, la creatividad de los creadores de la trama de Star Wars hizo aunar el folklore con ciencia teórica emergente de los años 70 del siglo XX.
Alan Guth propuso en los años 1970 que un campo de presión negativa, similar en concepto a la energía oscura, podría conducir a la inflación cósmica en el Universo pre-primigenio. La inflación postula que algunas fuerzas repulsivas, cualitativamente similares a la energía oscura, dan como resultado una enorme y exponencial expansión del Universo poco después del Big Bang. Tal expansión es una característica esencial de muchos modelos actuales del Big Bang.

## Historia
Aunque se creía que la Fuerza fluía a través de todo ser vivo, solo podía ser utilizada por un pequeño porcentaje de seres vivos descritos como "sensibles a la Fuerza". Esta sensibilidad es atribuida a diferentes causas por unas u otras opiniones.
Según la trilogía original y sus respectivas novelas, la sensibilidad a la Fuerza era vista como un sentido metafísico y espiritual, como una especie de deidad, un ejemplo de esto es cuando Ben Kenobi le dijo a Luke Skywalker después de destruir la primera Estrella de la Muerte: "Recuerda, la Fuerza siempre estará contigo"; mientras que en la nueva trilogía, la sensibilidad a la Fuerza se atribuye a una alta cantidad de microorganismos internos llamados «midiclorianos» (organismos análogos a las mitocondrias) en la sangre de los sensibles a la Fuerza. Ya que los midiclorianos son la zona donde la Fuerza es más fuerte en un cuerpo, a mayor cantidad, mejor era la capacidad potencial en el ser. De este modo, la Fuerza pierde su carácter espiritual convirtiéndose en una cuestión científica.
También varía el modo de percepción de la sensibilidad y poder de la Fuerza: en la trilogía original, sus usuarios simplemente percibían y sentían la afinidad de los seres con la Fuerza y, cuanto mayor era su fe, mayor era su poder en la Fuerza; en las nuevas entregas se mide por la cantidad de midiclorianos que el individuo posea tomando una muestra de su sangre. Los seres sensibles a la Fuerza eran capaces de aprovecharla para efectuar actos de gran destreza y agilidad tanto física como mental, y así como controlar y moldear el mundo a su alrededor. A veces este talento era descrito como la posesión de un fuerte "aura" de la Fuerza, y es posible que los dos rasgos estuvieran conectados. La Fuerza no solo es percibida como lo hacen los Jedi o los Sith, hay innumerables formas de manipularla y entenderla. Tal es el caso de las Brujas de Dathomir, donde mujeres como Charal pueden manipularla de manera exótica.
La Fuerza atribuye a los Jedi y a los Sith habilidades sobrenaturales como la telequinesis (mover cualquier tipo de elemento, incluso tierra, aire o fuego sin ser manipulado físicamente), la telepatía (sentir y entender con la mente a otros seres vivos), la clarividencia (predecir o entender el futuro), sanar heridas, pasar desapercibido y el control mental sobre otros seres de mente "débil" o inestable. A veces en algunos casos al hacer uso de la Fuerza se oye el sonido de una explosión, como cuando Darth Maul usó la Fuerza para empujar a Obi-Wan a una fosa, o cuando Vader intentó ahogar a Padmé en Mustafar.

### No hay dicotomía
Aunque se puede apreciar una visión disruptiva de la Fuerza entre las dos trilogías, no son más que expresiones diferentes de un mismo concepto: el aire se puede sentir o percibir. La percepción está basada en el control, y el sentir está basado en el fluir. El Jedi mezcla ambas disciplinas y las enfoca sobre los objetivos. El Sith es parcial y solo se enfoca en el sentir, descartando la percepción. Esto se desprende de las explicaciones del maestro Yoda, en referencia hacia lo que encamina hacia el lado oscuro. En las explicaciones Jedi sobre la Fuerza se encuentran ambas vertientes, la del sentimiento y la de la percepción con un enfoque orientado hacia la unidad social de la galaxia.

## Lados principales
Aunque existen innumerables formas de manipularla y entenderla, la Fuerza se distingue principalmente en los lados: el Lado Luminoso y el Lado Oscuro, que se diferencian por distintos aspectos e ideologías en sus seguidores:

### Lado Luminoso: ideologíaJedi
"Su Fuerza un Jedi usa, para el conocimiento y la defensa. Nunca para atacar." - Maestro Yoda
El Lado Luminoso de la Fuerza es el elemento alineado con la sabiduría, la nobleza, la paz y la justicia; el Lado Oscuro no es más fuerte que el Lado Luminoso, pero es más rápido de obtener, más fácil y más seductor, el Lado Luminoso hace que sus portadores se mantengan en paz y armonía con todo lo que les rodea, se usa enfocado en la justicia y la protección hacia otros seres en la galaxia. Los Jedi obtienen su poder de la Fuerza a través de la paz y la meditación (sin emociones). Aquellos Jedi cuyo poder en la Fuerza sea muy intenso, pueden fusionarse con esta al morir, viviendo como espíritus durante tiempo indeterminado.
Se detalla a continuación como curiosidad el Código Jedi:
No hay emoción, hay paz.

No hay ignorancia, hay conocimiento.

No hay pasión, hay serenidad.

No hay caos, hay armonía.

No hay muerte, está la Fuerza.
Algunos practicantes famosos del Lado Luminoso fueron el Maestro Yoda (líder del Consejo Jedi), el maestro Mace Windu, el maestro Qui-Gon Jinn, el maestro Obi-Wan Kenobi (más tarde llamado Ben Kenobi), Anakin Skywalker (el "elegido", convertido en Darth Vader), Luke Skywalker (hijo de Anakin), Rey Palpatine (entrenada por Luke y Leia), el maestro Kit Fisto, Plo Koon y las maestras Aayla Secura, Shaak Ti y Luminara Undili. En la lista también figuran personajes surgidos de series spin-off, como la guerrera Ahsoka Tano, quien se revela como aprendiz sobreviviente del exmaestro Jedi, Anakin Skywalker.

### Lado Oscuro: ideologíaSith
"El Lado Oscuro de la Fuerza es el camino a muchas habilidades que algunos consideran antinaturales." - Darth Sidious
El Lado Oscuro (llamado Reverso Tenebroso en los episodios IV y V) de la Fuerza es el elemento alineado con la maldad, el odio, la ira y la venganza (sentimientos); se usa enfocado en el control, la dominación y el exterminio proyectado hacia otros seres en la galaxia. Los Sith obtienen su poder de la Fuerza a través de las emociones, sobre todo la pasión, por ello tienen gran poder, pero este es repentino y pasajero. Aunque los Sith obtienen el poder más rápidamente que los Jedi, el Lado Oscuro ejerce control y adicción sobre sus seguidores, además les destruye paulatinamente el cuerpo.
•Código de los Sith.
"La paz es una mentira, solo hay pasión.
Con la pasión, obtengo fuerza.
Con fuerza, obtengo poder.
Con poder, obtengo victoria.
Con victoria, mis cadenas se rompen.
La Fuerza me liberará".
- Lección preventiva de los jedi al lado oscuro.

"El miedo es el camino al Lado Oscuro.

El miedo lleva a la ira.

La ira lleva al odio.

El odio lleva al sufrimiento.

Y el sufrimiento al Lado Oscuro.

Cuidado con el miedo, joven padawan." - Maestro Yoda
Entre los practicantes más famosos del Lado Oscuro se encuentra el Lord Sith Darth Sidious (líder de la antigua Orden Sith) y sus discípulos: Darth Maul, Darth Tyranus, Darth Vader y Mara Jade, también se destacan otros poderosos Sith como Darth Krayt (líder de la nueva Orden Sith), Darth Bane (creador de "La Regla de Dos"), Darth Malak, Darth Revan, Darth Nihilus "Señor del Hambre", Darth Traya (Dama Sith), Darth Sion "Señor del Dolor"  y Darth Plagueis "El Sabio" (Plagueis fue el maestro de Sidious), entre otros.
A pesar del desorbitado extremismo de la filosofía Sith, es capaz de tener un punto de vista moral como cualquier religión, de hecho el único confirmado es el derecho cósmico (un equivalente al derecho divino del mundo real). Este punto de vista filosófico sirve como una justificación de que el universo está destinado a los Sith cómo un orden natural, ya que solo los fuertes tienen derecho a gobernarlo todo.
Otra secta conocida de seguidores del lado oscuro son los Caballeros de Ren, la filosofía Ren a diferencia de la Sith lucha nada más por la supervivencia del más fuerte sin la necesidad de codiciar el control la galaxia, ellos toman todo lo que consideran suyo por derecho, llegando conquistando y saqueando pertenencias en su nombre. El líder más conocido de este culto oscuro es el nadie más que el mismísimo Kylo Ren.

## Formas de percepción

### La Fuerza Unificada oPotentium
El Potentium, considerado como herejía por los Jedi de la Antigua República sostiene que la Fuerza como tal es neutra, fluye por todos los seres y la materia de forma totalmente ambigua y no es maligna ni benigna, sino que es el usuario quien define cómo sería tal. Luke Skywalker decía: "La Fuerza no fluye de nosotros, sino a través de nosotros", estableciendo que esta crea vida, no a la inversa. Los preceptos básicos del Potentium podrían haber sido influidos por la relativista filosofía del Maestro Jedi Phanius Ca en el año 2000 ABY.
El concepto del Potentium se teorizó en el año 132 ABY. Cuando los Potentium fueron expulsados de la Orden Jedi, Leor Hal era su líder. Antes de su expulsión, Hal reclutó varios estudiantes entre prominentes Jedi de entre familias aristócratas de Coruscant y Alderaan.
En el videojuego Star Wars Jedi Knight: Jedi Academy, Kyle Katarn se muestra como maestro jedi seguidor del potentium, al instruir a sus discípulos dice claramente "poderes y habilidades no son inherentemente buenas o malvadas... es como tú las usas".

### La Fuerza viviente
"Siente, no pienses, usa tus instintos." - Maestro Qui-Gon Jinn
Esta ideología dice que la Fuerza está en todos los seres vivos. Los Jedi tienen la habilidad de sentir la Fuerza Viviente dentro de los seres vivos. Todos los seres vivos existen en la Fuerza, excepto los extragalácticos como los yuuzhan vong, debido a que Yuuzhan'tar, su planeta de origen con inteligencia propia, los expulsó de la Fuerza. Después de destruir a Yuuzhan'tar, los yuuzhan vong denegaron su existencia en la Fuerza y empezaron a adorar a un panteón de dioses en su lugar. Otra criatura que lleva una relación extraña con la Fuerza son los Ysalamiri unas criaturas parecidas a salamandras que son los únicos seres capaces de repeler la Fuerza, creando "burbujas" a su alrededor que llegan a abarcar kilómetros en las que los poderes de los Jedi y los Sith quedan anulados. Los ysalamiri aparecen en los libros del Universo expandido escritos por Timothy Zhan.